# Jean-Christophe Bette
Jean-Christophe Bette, francoski veslač, * 3. december 1977, Saint-Germain-en-Laye.
Bette je za Francijo na Poletnih olimpijskih igrah 2000 v Sydneyju v lahkem četvercu brez krmarja osvojil zlato medaljo. 